# SourceForge.net
SourceForge.net — один з найбільших у світі вебсайтів для розробників відкритого програмного забезпечення, який обслуговується SourceForge Inc. і використовує власницьку систему SourceForge. На цьому сайті розробники можуть розміщувати і спільно розробляти свої програмні проєкти. Станом на початок 2012 року на SourceForge.net розміщено понад 230 тисяч проєктів, кількість зареєстрованих користувачів перевищує 1,9 млн.
У березні 2013 SourceForge оголосив про введення в дію нової секції сайту — Enterprise Directory, націленої на надання інформації про відкриті проєкти для використання на підприємствах. У розділ включені такі проєкти, як системи управління проєктами, CRM, ERP, офісні пакети, системи управління фінансами, платформи для управління персоналом, системи контролю продажів тощо. Метою створення розділу є бажання створення авторитетного джерела застосунків, готових до промислового застосування на підприємствах. Для оцінки якості застосунків в каталозі передбачені засоби рецензування та ведення рейтингу проєктів. На відміну від звичайних проєктів на Sourceforge, поміщені в цю категорію застосунки відрізняються докладнішим описом, вичерпним списком можливостей, підтримкою порівняльних таблиць, показом посилань на супутню інформацію, таку як книги, конференції, сервіси підтримки та центри навчання.
У грудні 2014, через окупацію Росією Криму, тодішній президент США Барак Обама наклав економічні санкції на окупаційну владу Криму. В результаті близько 2 мільйонів жителів Криму не мали доступу до більшості вебсервісів, зокрема й до сервісу sourceforge.net

## Виноски
1. ↑  Alexa.com — 1996.
2. ↑  "Що таке Sourceforge.net?" (англійською) . Архів оригіналу за 19 лютого 2012. Процитовано 8 березня 2013. на Sourceforge wiki
3. ↑  Announcing the Sourceforge Enterprise Directory. Архів оригіналу за 12 березня 2013. Процитовано 8 березня 2013.
4. ↑  Sourceforge ввёл в строй каталог приложений, предназначенных для внедрения на предприятиях [Архівовано 11 березня 2013 у Wayback Machine.] // opennet.ru 07.03.2013